# Grimlinghausen (Neuss)

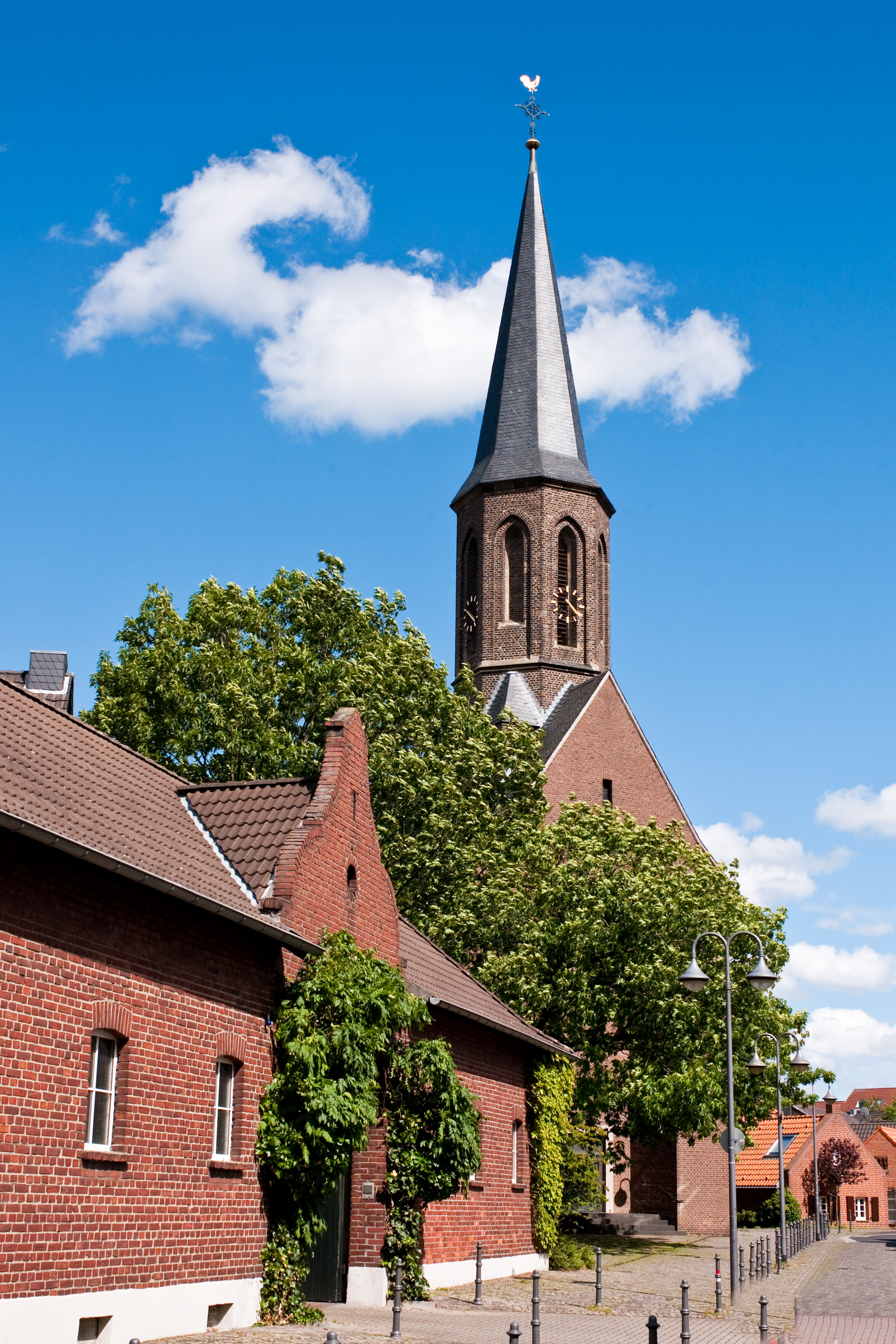
St. Cyriakus (Grimlinghausen)

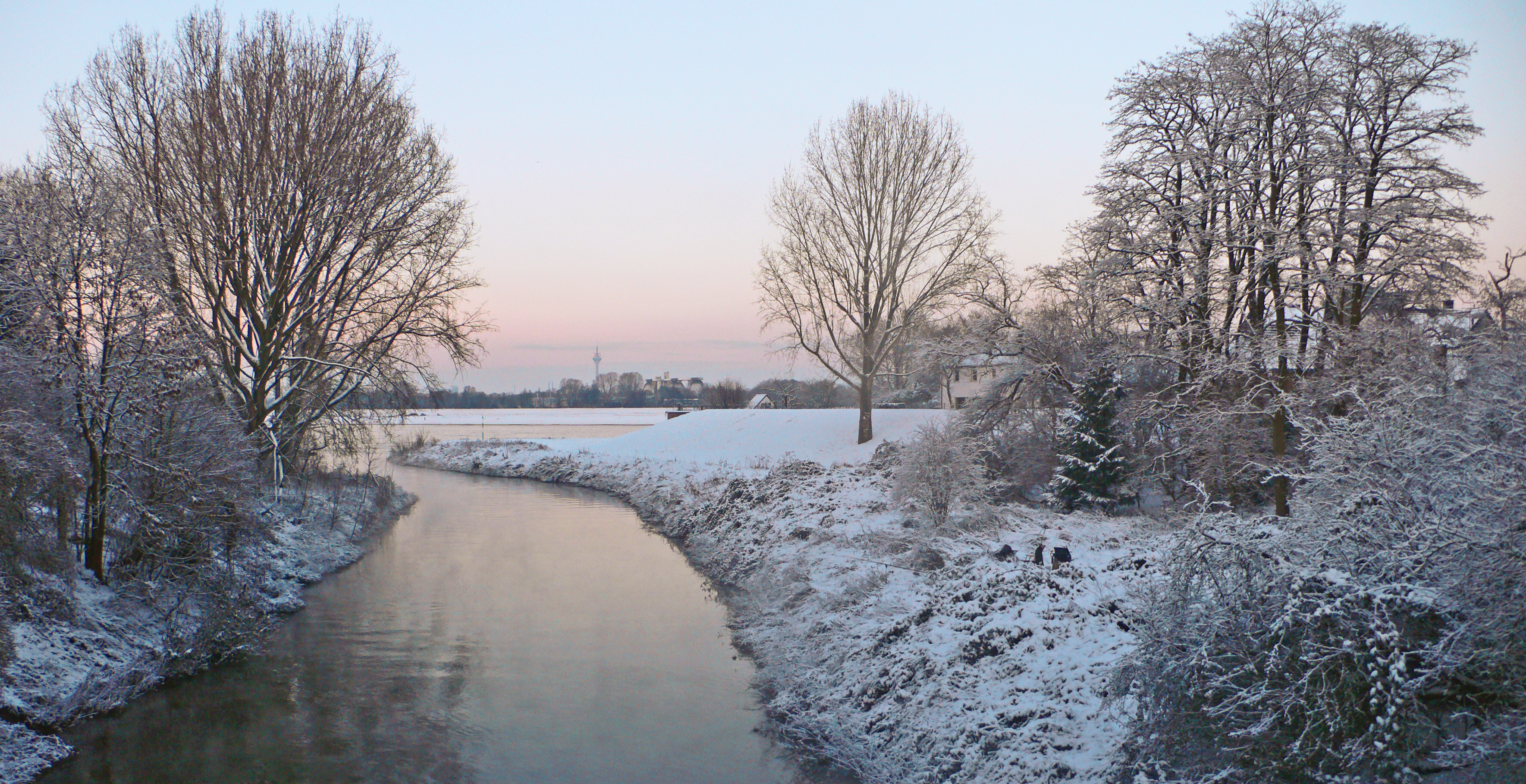
„Dort wo die Erft den Rhein begrüßt...“ (Winter 2010)

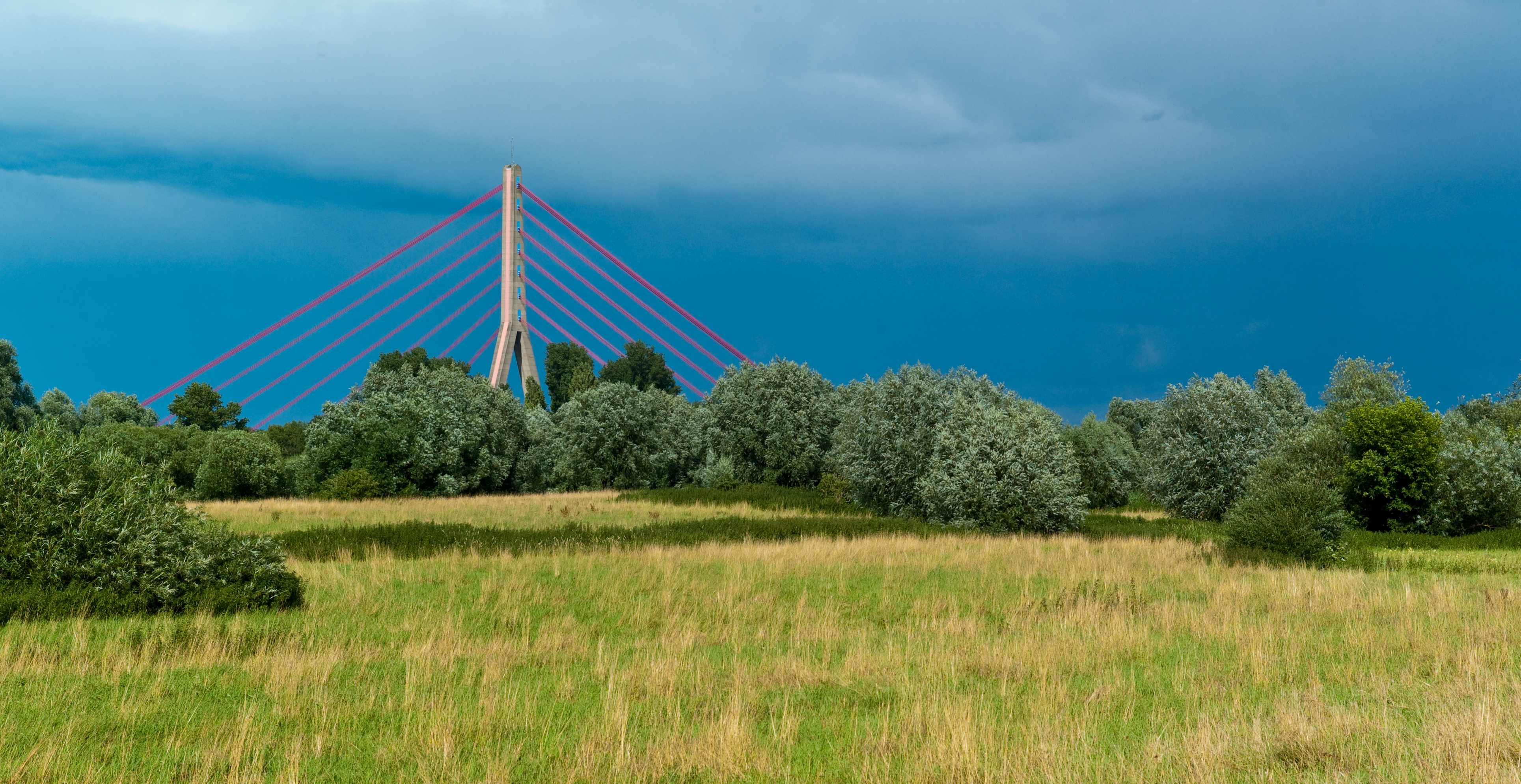
Uedesheimer Rheinaue – Grimlinghausen

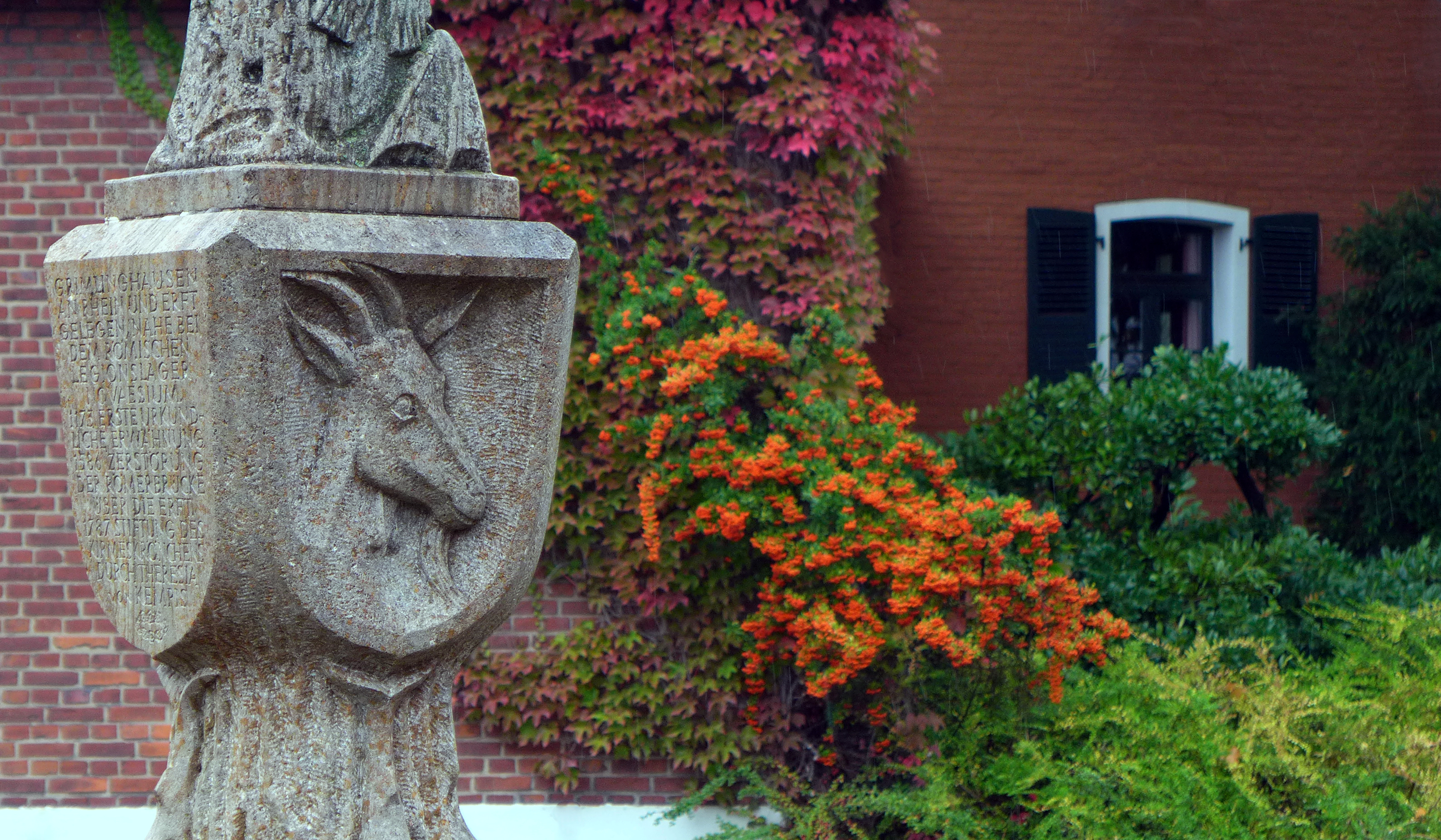
Cyriakus-Brunnen – Grimlinghausen

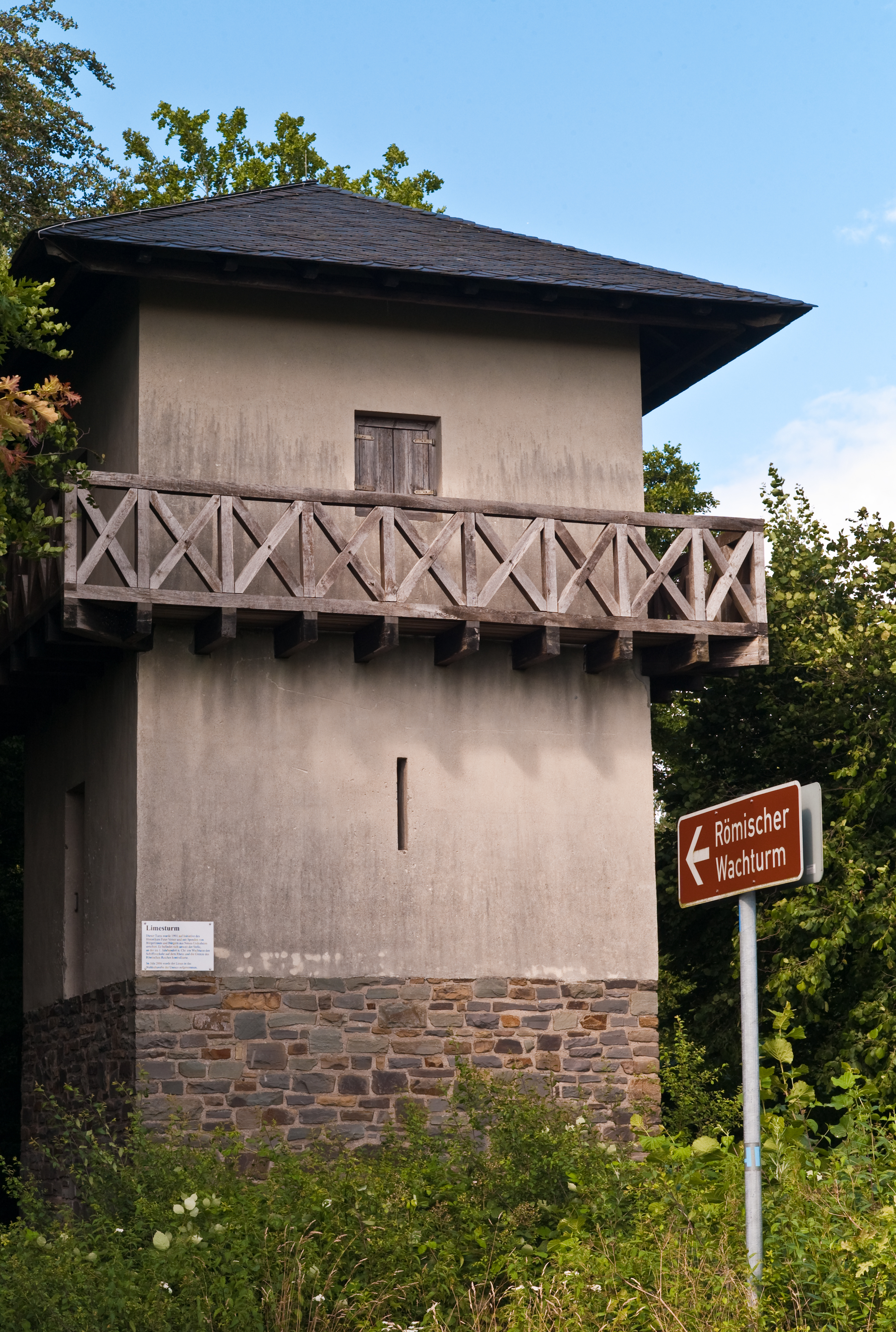
Römischer Wachturm (Nachbau) am ehemaligen Limes zwischen Grimlinghausen und Uedesheim

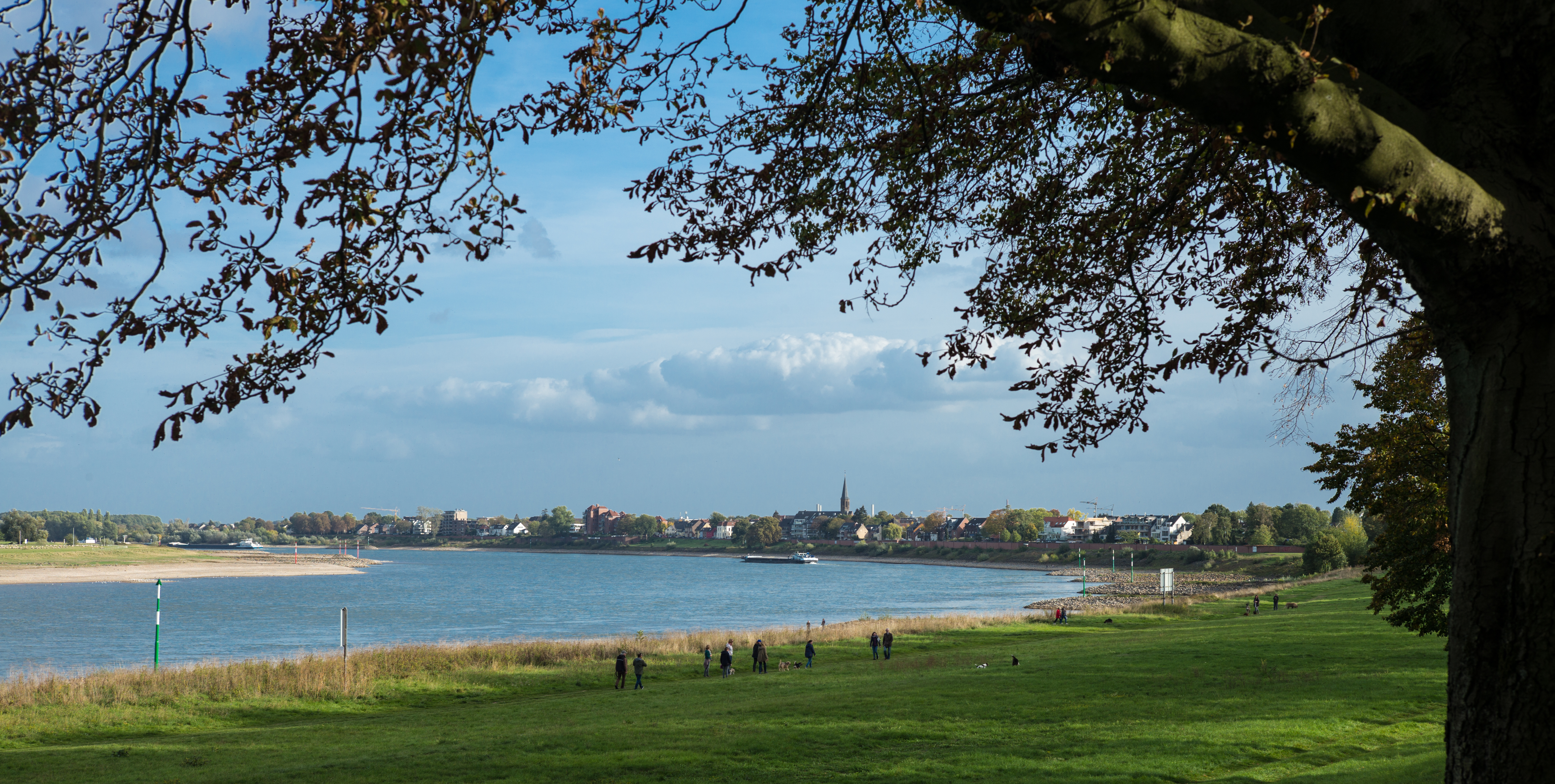
Der Rhein bei Grimlinghausen

Grimlinghausen ist ein Stadtteil der Stadt Neuss im Rhein-Kreis Neuss. Im Volksmund ist Grimlinghausen auch als Hippelank oder Jremlekuse bekannt und zählt über 8.300 Einwohner.

## Lage
Grimlinghausen wird im Norden vom Rhein begrenzt (Stromkilometer 735), im Osten von der A 46 und im Süden von der A 57. Im Westen bildet die Erft die Grenze. Diese mündet bei Grimlinghausen in den Rhein.

## Geschichte

### Antike
Aus der Zeit des Altertums konnten zahlreiche Funde entdeckt werden. Die Römer errichteten im benachbarten Gnadental das römische Legionslager Novaesium, um das gegenüberliegende Rheinufer zu kontrollieren. Zudem befand sich am Reckberg zwischen Grimlinghausen und Uedesheim ein Wachturm an der Grenze des Römischen Reiches, dem Limes.

### Mittelalter
Die Ortschaft Quinheim wurde im Jahre 1173 erstmals urkundlich erwähnt. Diese verfügte bereits über eine Kirche, die dem heiligen Cyriacus geweiht war. Schon 1173 hatten die Einwohner Fischereirechte an Erft und Rhein, was schriftlich belegt ist. In der Nähe von Quinheim entstand auch die Ortschaft Grymmelkusen oder Grimlinkhaußen. Nach der Rheinbettverlagerung verschwand die Ortschaft Quinheim samt Kirche und Grimlinghausen übernahm nun dessen Funktion. Als 1475 die Truppen Karls des Kühnen Neuss belagerten, zerstörten sie auch die Ortschaft Grimlinghausen samt Cyriakus-Kirche.

### Neuzeit
1585 wurde Grimlinghausen im Truchsessischen Krieg geplündert. Ein Jahr später sprengten die Truppen des Herzogs von Parma die Römerbrücke über die Erft. Im Dreißigjährigen Krieg wurde Grimlinghausen von den Franzosen und Hessen zunächst belagert und anschließend geplündert.
1660 errichtete der Pfalzgraf Philipp Wilhelm ein Jagdschloss. Von 1794 bis 1814 gehörte Grimlinghausen zum französischen Rur-Departement. In dieser Zeit wurde nach französischem Vorbild im Kanton Neuß die Mairie Grimlinghausen eingerichtet, zu der auch Uedesheim gehörte. Seit 1815 Teil der preußischen Rheinprovinz, wurde aus der französischen Mairie die preußische Bürgermeisterei Grimlinghausen, die 1816 zum neuen Kreis Neuß kam und die beiden Gemeinden Grimlinghausen sowie Uedesheim umfasste. Als die preußische Armee für ihre rheinisch-westfälischen Heeresverbände im August/September 1842 auf dem linken Rheinufer ein großes Manöver mit internationalen Beobachtern, darunter zahlreichen Vertretern regierender europäischer Herrscherfamilien, veranstaltete, wurde in Grimlinghausen das Lager des VII. Armeekorps nach dem Vorbild der Zeltstadt Karls des Kühnen errichtet. Von 1905 bis 1922 verkehrte eine Dampfschifffähre zwischen Grimlinghausen und Düsseldorf. Nach dem Ersten Weltkrieg besetzten am 4. Dezember 1918 belgische Truppen Grimlinghausen. Am 1. August 1929 wurden die Gemeinden Grimlinghausen und Uedesheim in die Stadt Neuss eingemeindet. Nach dem Zweiten Weltkrieg besetzten amerikanische Truppen den Ort.

### Einwohner
| Bevölkerungsentwicklung | Bevölkerungsentwicklung | Bevölkerungsentwicklung | Bevölkerungsentwicklung | Bevölkerungsentwicklung | Bevölkerungsentwicklung | Bevölkerungsentwicklung | Bevölkerungsentwicklung | Bevölkerungsentwicklung |       |
| ----------------------- | ----------------------- | ----------------------- | ----------------------- | ----------------------- | ----------------------- | ----------------------- | ----------------------- | ----------------------- | ----- |
| Jahr                    | 1767                    | 1832                    | 1869                    | 1950                    | 1961                    | 1972                    | 2003                    | 2013                    | 2021  |
| Einwohner               | 450                     | 840                     | 1.236                   | 2.544                   | 3.262                   | 3.590                   | 8.211                   | 8.165                   | 8.304 |

## Wirtschaft

### Gewerbe und Industrie
Nahe Grimlinghausens liegt an der A57 und der B9 das Gewerbegebiet Bonner Straße.
Am Rhein gab es eine Papierfabrik mit einem eigenen Hafen. Der Hafen besteht immer noch, aber die Papierfabrik wird nicht mehr genutzt und wurde stillgelegt.

### Landwirtschaft
Früher spielte in Grimlinghausen vor allem die Fischerei eine wichtige Rolle im Dorf. Des Weiteren entwickelten sich zahlreiche landwirtschaftliche Gemüsebetriebe. Diese belieferten und beliefern die Märkte am Niederrhein. Sehr stark verbreitet war die Haltung von Ziegen, daher auch die Bezeichnung Hippelank für Grimlinghausen (Hippe = mundartlich für Ziege, Lank = mundartlich für Land). Seit 2017 findet sich auf dem Cyriakusplatz die Bronzestatue einer Ziege, die gleichzeitig auch das Wappentier des Ortes darstellt.

## Wappen
Auf gelbem Grund findet sich mittig die Darstellung der Erft, welche bei Grimlinghausen in den Rhein mündet und die mittlerweile nicht mehr existierende Römer-Brücke über den Fluss. Der Anker symbolisiert die frühere Bedeutung des Rheins und vor allem der Fischerei für den Ort. Die zwei roten Blumen stehen für die verbreitete Landwirtschaft, in früheren Zeiten vor allem der Anbau von Stiefmütterchen.
In Anlehnung an die verbreitete Haltung von Ziegen wird das eigentliche Wappen in zahlreichen Darstellungen von zwei weißen Ziegen gestützt. Vorbild ist das Wappen der Stadt Neuss, welches von zwei goldenen Löwen gesäumt ist.

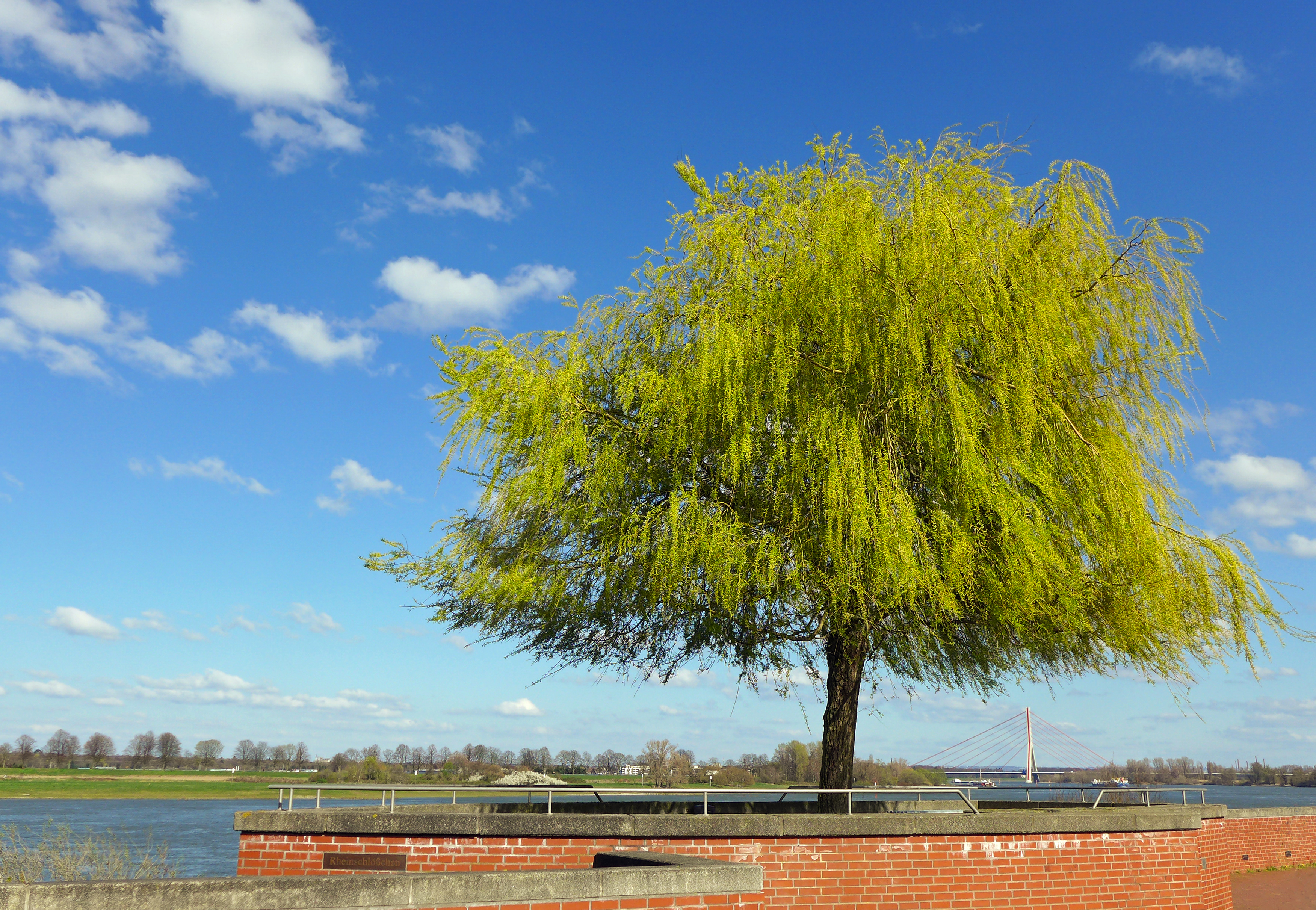
Rheinschlößchen – Aussichtsplattform am Rhein – Grimlinghausen

## Verkehr

### Straßennetz
Grimlinghausen liegt an den Autobahnen 46 (Wuppertal–Heinsberg, AS Uedesheim) und 57 (Köln–Krefeld–Nimwegen, AS Norf). Durch Grimlinghausen verläuft die Bundesstraße 9 von der niederl. Grenze bei Nimwegen über Krefeld, Neuss, Dormagen nach Köln und von dort weiter über Bonn Mainz, Worms, Speyer zur franz. Grenze bei Straßburg. Diese Straße ist weitgehend römischen Ursprungs und war im Mittelalter eine der kaiserlichen Hauptstraßen.

### ÖPNV
| Linie                 | Linienverlauf                                                                                    |
| --------------------- | ------------------------------------------------------------------------------------------------ |
| 827 (Rheinbahn / BVR) | Düsseldorf Am Steinberg/Südpark–Grimlinghausen–Norf S-Bahn–Industriegebiet Habichtweg            |
| 851 (SWN)             | Kaarst Elchstraße–Neuss–Neusser Furth–Gnadental-Grimlinghausen–Derikum-Uedesheim Deichstraße     |
| 875 (BVR)             | Dormagen–Zons–Stürzelberg–Stüttgen–Uedesheim–Grimlinghausen–Neuss Stadthalle–Neuss Landestheater |
| 852 (SWN)             | Kaarst Lange Hecke–Neuss–Furth–Gnadental–Grimlinghausen–Norf Ulmenalle                           |
| NE5 (SWN)             | Neuss Hauptbahnhof-Gnadental-Grimlinghausen-Derikum-Uedesheim Deichstraße                        |

Die Linie 3 der Straßenbahn wurde 1971 aufgegeben.

## Schule
In Grimlinghausen gibt es eine katholische Grundschule.

## Vereine
- Bürger-Schützenverein Neuss-Grimlinghausen von 1855 e. V.
- Vereinigung „Freunde der Heimat“ Neuss-Grimlinghausen
- SC 1936 e. V. Grimlinghausen
- RSV Neuss-Grimlinghausen mit Team Neuss
- TC Rot-Weiss Grimlinghausen

## Religion
- Katholische Kirchengemeinde und Pfarrei St. Quirinus Neuss, Bereich Grimlinghausen mit Filialkirche St. Cyriakus
- Evangelische Kirchengemeinde Neuss-Süd, Gemeindebezirk Grimlinghausen-Uedesheim

## Persönlichkeiten
- Peter Gilles (1874–1968), Jurist und Kommunalpolitiker
- DJ der guten Laune (* 1955), deutscher DJ
- Armel Bella-Kotchap, Nationalspieler und ehemaliger Jugendspieler des SC Grimlinghausen